# Curralinhos
Curralinhos é um município brasileiro do estado do Piauí. Localiza-se a uma latitude 05º35'00" sul e a uma longitude 42º46'40" oeste, estando a uma altitude de 126 metros. Sua população estimada em 2004 era de 4 035 habitantes.
Possui uma área de 357,39 km². Faz parte da Grande Teresina.

## História
O município de Curralinhos foi criado pela Lei Estadual nº 4.810 sancionada pelo governador Mão Santa em 27 de dezembro de 1995; sua primeira eleição ocorreu em 3 de outubro de 1996.

### Prefeitos
| Nº | Prefeitos                                    | Partido | Início do mandato     | Fim do mandato         |
| -- | -------------------------------------------- | ------- | --------------------- | ---------------------- |
| 1º | Hermes Pereira de Araújo Santos              | PPB     | 1º de janeiro de 1997 | 31 de dezembro de 2000 |
| 1º | Hermes Pereira de Araújo Santos              | PFL     | 1º de janeiro de 2001 | 31 de dezembro de 2004 |
| 2º | Ronaldo Campelo dos Santos, Ronaldo Mariano  | PP      | 1º de janeiro de 2005 | 31 de dezembro de 2008 |
| 2º | Ronaldo Campelo dos Santos, Ronaldo Mariano  | PP      | 1º de janeiro de 2009 | 31 de dezembro de 2012 |
| 3º | Reginaldo Soares Teixeira, Reginaldo Betinha | PTB     | 1º de janeiro de 2013 | 31 de dezembro de 2016 |
| 4º | Francisco Alcides Machado Oliveira           | PSB     | 1º de janeiro de 2017 | 31 dezembro de 2020    |

## Vice-prefeitos de Curralinhos
| Nº | Nome                                       | Partido | Início do mandato     | Fim do mandato         |
| -- | ------------------------------------------ | ------- | --------------------- | ---------------------- |
| 1º | Francisco José dos Santos                  | PPB     | 1º de janeiro de 1997 | 31 de dezembro de 2000 |
| 2º | Ronaldo Campelo dos Santos                 | PPB     | 1º de janeiro de 2001 | 31 de dezembro de 2004 |
| 3º | Justino Soares da Costa Filho, Tino Soares | PT      | 1º de janeiro de 2005 | 31 de dezembro de 2008 |
| 3º | Justino Soares da Costa Filho, Tino Soares | PT      | 1º de janeiro de 2009 | 31 de dezembro de 2012 |
| 4º | Maria Cinthia do Rego, Cintia do Demi      | PSD     | 1º de janeiro de 2013 | 31 de dezembro de 2016 |
| 5º | Everardo Lima Araújo                       | PRP     | 1º de janeiro de 2017 | 31 de dezembro de 2020 |